# Illa McKean
L'illa McKean és una de les illes Fènix, a la república de Kiribati. És deshabitada.

## Geografia
És la més occidental de les illes Fènix, situada a 125 km al nord-oest de Nikumaroro. Té una superfície total de 0,4 km², inclosa la llacuna interior salada i poc profunda de 0,2 km². Hi ha abundants ocells marins i no té arbres.

## Història
Va ser descoberta pel nord-americà Charles Wilkes, el 1840, i li posà el nom del cuiner Ariel McKean, que va ser el primer a veure-la. Històricament també s'ha anomenat illa Wilkes. Reclamada pels interessos nord-americans sobre el guano, va ser explotada entre 1859 i 1870.